# Blackbolbus kalbarriensis
Blackbolbus kalbarriensis är en skalbaggsart som beskrevs av Henry Fuller Howden 1985. Blackbolbus kalbarriensis ingår i släktet Blackbolbus och familjen Bolboceratidae. Inga underarter finns listade.